# Pandipalpus
Genre
Pandipalpus est un genre de scorpions de la famille des Scorpionidae.

## Distribution
Les espèces de ce genre se rencontrent en Afrique centrale et en Afrique de l'Est.

## Liste des espèces
Selon The Scorpion Files (23/11/2020) :
- Pandipalpus lowei (Kovarik, 2012)
- Pandipalpus viatoris (Pocock, 1890)

## Publication originale
- Rossi, 2015 : « Sui sottogeneri di Pandinus Thorell, 1876 con revisione del genere Pandinurus Fet, 1997 stat. n. e descrizione di sette nuove specie e tre nuovi sottogeneri (Scorpiones: Scorpionidae). » Onychium, vol. 11, p. 10-66 (texte intégral).